# Gourvieille
Gourvieille är en kommun i departementet Aude i regionen Occitanien  i södra Frankrike. Kommunen ligger  i kantonen Salles-sur-l'Hers som ligger i arrondissementet Carcassonne. År 2022 hade Gourvieille 69 invånare.

## Befolkningsutveckling
Antalet invånare i kommunen Gourvieille
Referens: INSEE